# Oligotrichum tenuirostre
Oligotrichum tenuirostre là một loài Rêu trong họ Polytrichaceae. Loài này được (Hook.) A. Jaeger mô tả khoa học đầu tiên năm 1875.